# نصر الدين النصيبي
نصر الدين النصيبي محامٍ وسياسي تونسي، يشغل منصب وزير التكوين المهني والتشغيل في حكومة نجلاء بودن منذ 2021.

## السيرة الشخصية
حصل على الماجستير في قانون الأعمال عام 2009 من كلية الحقوق والعلوم السياسية بتونس وهو خريج المرحلة العليا بالمدرسة الوطنية للإدارة عام 2014.
عمل قاضيًّا بالدوائر الاستشارية للمحكمة الإدارية المتعهدة بدور المستشار القانوني للحكومة وقاض عضو هيئة حكمية بالدوائر القضائية للمحكمة الإدارية، وتولى رئاسة التفقدية العامة بوزارة الشباب والرياضة والإدماج المهني من أكتوبر 2020 حتى أبريل 2021، وهو محامٍ مختص في قانون الأعمال بالهيئة الوطنية للمحامين من يونيو 2009 حتى أكتوبر 2021.
وعمل مستشارا للمصالح العمومية بالمدرسة الوطنية للإدارة بتونس من 11 أكتوبر 2012 حتى 10 يوليو 2014 كما تولى التدريس بالجامعة الدولية الحرة تونس من أكتوبر 2015 وحتى أكتوبر 2020.